# Lenguas máricas
Las lenguas máricas o maranas son una rama de las lenguas pama-nyuŋanas. Las lenguas máricas bien documentadas están claramente relacionadas, aunque muchas lenguas de la región se extinguieron antes de poderlas documentar (y por tanto, su clasificación es algo incierta).

## Lenguas del grupo
Las lenguas máricas emparentadas con el grupo incluyen:
- Bidyara (muchas variedades)
- Biri (muchas variedades)
- Warrungu (& Gugu-Badhun, Gudjal)
- (Kingkélico?): 
  - Dharumbal
  - Bayali

El dharumbal fue añadido por Bowern (2011); había sido clasificado en la rama kingkélica de las lenguas waka-kábicas. No está claro si la otra lengua kingkélica It is not clear if the other Kingkel language, Bayali, está también emparentado con las lenguas máricas; el bayali y el dharumbal no son particularmente cercanos.

## Lenguas no clasificas
El ngaro y el giya (bumbarra), hablados sobre la costa, podrían haber sido lenguas máricas, el último tal vez incluyso hubiese podido ser un dialecto del biri.
Del interior, hacia el oeste, Breen (2007) escribe sobre las lenguas mari-karna, que forman un grupo discontinuo de lenguas, la mayor parte pobremente testimoniadas, dispersas entre las lenguas kárnicas y las lenguas máricas, pero sin mostrar una clara conexión con ninguno de los dos grupos. La única lengua bien testimoniada es también la más remota geográficamente, el kalkutungu. Este grupo incluye las lenguas ngura languages, muchas de las cuales pertenecen a la rama kárnico de las lenguas pama-ñung. Sin embargo, Bowern (2011) incluye el badjiri como variedad perteneciente al márico. Otras lenguas interiores pobremente testimoniadas que podría ser parte de las lenguas máricas incluyen al ngaygungu (Dixon 2002), al bindal (Bowern, 2011), al barna (Bowern, 2011), al dhungalu (dudoso para Bowern, no listado en AIATSIS) y el yirandhali (Dixon, Bowern).  El yiman cerca de la costa era hablado por personas étnicamente bidjara.

## Comparación léxica
Los numerales en diversas lenguas máricas son:
| GLOSA | Septentrional | Septentrional | Guwa-Yanda | Guwa-Yanda | Guwa-Yanda | Oriental | Oriental | Oriental | Oriental | PROTO- MÁRICO             |
| GLOSA | Gugu badhun   | Warrongo      | Guwa       | Yanda      | Yirandhali | Biri     | Giya     | Gangulu  | Yilba    | PROTO- MÁRICO             |
| ----- | ------------- | ------------- | ---------- | ---------- | ---------- | -------- | -------- | -------- | -------- | ------------------------- |
| '1'   | wirba         | ŋyuŋul        | kuruɲu     | kunipa     | uŋarr      | warba    | warpa    | wabe     | woŋra    | *waɾba~ *waŋkaɾa/ *kuɾipa |
| '2'   | bularu        | bulari        | wurra      | pulari     | bularri    | bularu   | kotu     | bularu   | buli     | *bulari~ *bulaɖi          |
| '3'   | kulbarro      |               | kurrpara   | ruto       | gurburi    |          | mundula  | 2+1      |          | *kurpari                  |
| '4'   | kuruŋa        |               | wurrapanta | ecarra     | puruga     |          | kutpura  | 2+2      |          | *2+2                      |
| '5'   |               |               | marapit̪u   |            |            |          |          |          |          |                           |

| GLOSA | Meridional | Meridional | Meridional | Meridional | Meridional | Meridional | Meridional | Meridional | Meridional | PROTO- MÁRICO Mer. |
| GLOSA | Gunggari   | Yiningay   | Wadjalang  | Gayiri     | Bidyara    | Margany    | Gunya      | Mandanyi   | Guwamu     | PROTO- MÁRICO Mer. |
| ----- | ---------- | ---------- | ---------- | ---------- | ---------- | ---------- | ---------- | ---------- | ---------- | ------------------ |
| '1'   | yuŋkul     | woŋara     | waŋkara    | wuŋara     | woŋra      | wakaɲu     | waŋgara    | woŋra      | yahumun    | *waŋkaɾa           |
| '2'   | pulari     | bulari     | bulaɖu     | bolaru     | bulari     | ura        | buladi     | bulaɖu     | kubbo      | *bulaɖi            |
| '3'   | kurrparu   | kurbari    | 2+1        | 2+1        | kokobra    | gudbaɻa    | 2+1        | 2+1        | buragulam  | *kurpaɻi           |
| '4'   |            |            |            | 2+2        | 2+2        | 2+2        | 2+2        | 2+2        | 2+2        | *2+2               |